# Национални орден за заслуге (Француска)
Национални орден за заслуге (фр. Ordre national du Mérite) је француско одликовање које је установио председник Шарл де Гол.

## Историјат
Орден је 3. децембра 1963. године основао председник Шарл де Гол, у оквиру велике реформе система државних признања којом је престала додела 17 одликовања у надлежности ресорних министарства, као и колонијалних ордена (њих 53), а заслуге које су та одликовања до тада покривала углавном су укључене у спектар за који се додељује новоосновани Орден. У хијерархији француских ордена, Орден за заслуге заузима 3. мјесто, а рачунајући и одликовања, 4. мјесто.

## Степени Ордена
Орден се дели на редове: Велики крст (фр. Grand'Croix), Велики официр (фр. Grand Officier), Командир (фр. Commandeur), Официр (фр. Officier) и Витез (фр. Chevalier).
| Орденске траке | Орденске траке | Орденске траке | Орденске траке | Орденске траке |
| -------------- | -------------- | -------------- | -------------- | -------------- |
| Велики крст    | Велики официр  | Командир       | Официр         | Витез          |

## Опис

### Велики крст
Орденски знак: шестокрака малтешка звијезда од позлаћеног сребра, обострано емајлирана плаво; у надвишењу је позлаћени храстов вијенац. Између кракова звијезде уметнут је по један мали позлаћени орнамент у форми петокраке звијезде, компонован од преплетених листића ловора. У центру аверса звијезде је позлаћени кружни медаљон са женском персонификацијом Републике, окружен позлаћеним прстеном исписаним REPUBLIQUE FRANÇAISE (Француска Република); у реверсу је у кружном медаљону мотив две емајлиране укрштене француске заставе, а прстен је исписан ORDRE NATIONAL DU MÉRITE – 3 DÉCEMBRE 1963 (Национални орден за заслуге – 3. децембар 1963). Орденски знак се носи о плавој ленти преко десног рамена на лијевом боку. Орденска звезда: дванаестокрака малтешка позлаћена звијезда са позлаћеним гранулама на врховима кракова; између кракова звијезде избијају златни зраци, од којих је средњи дужи од осталих и емајлиран плаво. У центру је позлаћени кружни медаљон са женском персонификацијом Републике, окружен плаво емајлираним прстеном на коме је исписано REPUBLIQUE FRANÇAISE – ORDRE NATIONAL DU MÉRITE (Француска Република – Национални орден за заслуге), а око прстена је фриз позлаћених листића ловора. Звијезда се носи на лијевој страни груди.

### Велики официр
Орденски знак се носи на лијевој страни груди о траци ширине 37 mm, са розетом. Орденска звијезда: израђена је од сребра, без икакве позлате, нема грануле на врховима кракова ни емајлиране зраке између кракова звијезде. Прстен око медаљона није емајлиран. Звијезда се носи на десној страни груди.

### Командир
Орденски знак се носи о траци око врата. Овај степен нема орденску звијезду.

## Одликовани Срби
- Славко Зечевић
- Драгослав Марковић
- Владан Радоман
- Зоран Рашета
- Станислав Сретеновић
- Тања Мишчевић
- Наташа Вучковић
- Душан Чкребић